# Phaneta vogelana
Phaneta vogelana is een vlinder uit de familie van de bladrollers (Tortricidae). De wetenschappelijke naam van de soort is voor het eerst geldig gepubliceerd in 2010 door Donald J. Wright.

## Type
- holotype: "male. 18.VIII.1997. leg. D.J. Wright. genitalia slide no. DJW 554"
- instituut: USNM, Smithsonian Institution, Washington, U.S.A.
- typelocatie: "USA, Colorado, Otero County, Vogel Canyon Picnic Area, 15 mi. S of La Junta, 4340 ft, 37°46'13"N, 103°30'46"W"